# Маршалл, Сара
Сара Линн Ма́ршалл (англ. Sarah Lynne Marshall; 25 мая 1933, Лондон — 18 января 2014, Лос-Анджелес) — американо-британская актриса.

## Биография
Сара Маршалл родилась в семье актёров Герберта Маршалла и Эдны Бест.
Свою актёрскую карьеру Сара начала в театре. В 1960 году за роль в мюзикле Джорджа Аксельрода «Прощай, Чарли!» Маршалл была номинирована на премию «Тони». В том же году Маршалл также сыграла главную роль в серии The Baby-Blue Expression телесериала «Альфред Хичкок представляет». На протяжении 1960-х годов она снялась во многих других телесериалах, в том числе «Сумеречная зона» (1962), «Отряд „Ф“», «Напряги извилины» (оба 1966) и «Звёздный путь: Оригинальный сериал» (1967). Маршалл также была приглашённой звездой в трёх эпизодах сериала телеканала NBC «Дэниэл Бун»: Cry of Gold (1965), Take the Southbound Stage (1967) и Hero’s Welcome (1968). Последней ролью актрисы стал фильм «Дурная кровь. Голод» 2012 года.
В 1952—1957 годах Маршалл была замужем за дизайнером фильмов оскароносного режиссёра Вуди Аллена Мелом Бурном. Со своим вторым мужем, актёром Карлом Хелдом, она познакомилась во время съёмок фильма «Приди и протруби в свой рог» (1961).
Сара Маршалл умерла 18 января 2014 года от рака.